# Boston Public
Boston Public é uma série de televisão americana criada por David E. Kelley e transmitida pela Fox de 23 de outubro de 2000 a 30 de janeiro de 2004. É ambientada no Winslow High School, uma escola pública fictícia localizada em Boston, Massachusetts. O nome do programa vem do distrito escolar em que foi filmado. 
É apresentado um grande elenco e que focou no trabalho e na vida privada de vários professores, alunos e administradores da escola e suas várias personalidades. Seu slogan era: "Every day is a fight. For respect. For dignity. For sanity ("Todo dia é uma luta. Por respeito. Por dignidade. Pela sanidade").

## Sinopse
A história é ambientada no Colégio Winslow, uma escola fictícia, em Boston. O diretor do colégio, Steven Harper é o chefe de uma equipe de professores que têm de lidar com alunos com todos os tipos de problemas, tanto na escola como em casa. Vários membros do corpo docente têm que tomar uma abordagem bastante diferente com cada aluno, e ao mesmo tempo tentando manter a sanidade em meio a tantas adversidades.

## Elenco e personagens
| Ator                    | Personagem        | Temporada                                                |
| ----------------------- | ----------------- | -------------------------------------------------------- |
| Chi McBride             | Steven Harper     | 1–4                                                      |
| Anthony Heald           | Scott Guber       | 1–4                                                      |
| Jessalyn Gilsig         | Lauren Davis      | 1–2                                                      |
| Nicky Katt              | Harry Senate      | 1–3 (episódios 1–49)                                     |
| Loretta Devine          | Marla Hendricks   | 1–4                                                      |
| Sharon Leal             | Marilyn Sudor     | 1–4                                                      |
| Fyvush Finkel           | Harvey Lipschultz | 1–4                                                      |
| Rashida Jones           | Louisa Fenn       | 1–2                                                      |
| Thomas McCarthy         | Kevin Riley       | 1 (episódios 1–13; participação especial no episódio 18) |
| Joey Slotnick           | Milton Buttle     | 1 (episódios 1–13; participação especial no episódio 15) |
| Kathy Baker             | Meredith Peters   | 1–2; recorrente na temporada 1                           |
| Jeri Ryan               | Ronnie Cooke      | 2–4                                                      |
| Michael Rapaport        | Danny Hanson      | 2–4                                                      |
| China Jesushita Shavers | Brooke Harper     | 2–3; recorrente na temporada 2                           |
| Jon Abrahams            | Zach Fischer      | 3                                                        |
| Joey McIntyre           | Colin Flynn       | 3                                                        |
| Michelle Monaghan       | Kimberly Woods    | 3 (episódios 45–57)                                      |
| Cara DeLizia            | Marcie Kendall    | 3                                                        |
| Natalia Baron           | Carmen Torres     | 4                                                        |

## Episódios
Boston Public teve quatro temporadas, com 81 episódios. Cada temporada contém 22 episódios, com exceção da quarta temporada, que teve 15 episódios, devido ao cancelamento.

## Prêmios e Indicações
Boston Public recebeu um total de 31 candidaturas para várias cerimônias de premiação, e venceu oito delas.

### Prêmios ganhos
Emmy Awards
- Outstanding Art Direction for a Single Camera Series (2001)

Peabody Awards
- Peabody Award for Episode Chapter Thirty-Seven

NAACP Image Awards
- Outstanding Supporting Actress in a Drama Series – Loretta Devine (2001, 2003-2004)

Young Artist Awards
- Best Performance in a TV Series - Guest Starring Young Actor  – Thomas Dekker (2004)

### Indicações
Emmy Awards
- Outstanding Guest Actress in a Drama Series – Kathy Baker (2001)

NAACP Image Awards
- Outstanding Supporting Actress in a Drama Series – Rashida Jones (2002)
- Outstanding Actress in a Drama Series – Loretta Devine (2002)
- Outstanding Supporting Actress in a Drama Series – Vanessa Bell Calloway (2002)
- Outstanding Drama Series (2002-2004)

Young Artist Awards
- Best Performance in a TV Drama Series - Guest Starring Young Actress – Ashley Tisdale (2001)
- Best Family TV Drama Series (2002)
- Best Performance in a TV Series - Guest Starring Young Actor – Miko Hughes (2004)